# 高野直子 (アナウンサー)
高野 直子（たかの なおこ、1974年10月4日 - ）は、日本のテレビプロデューサー。
朝日放送（ABC）東京支社東京事業メディア室所属のプロデューサーで、元同局アナウンサー。

## 人物・略歴
東京都葛飾区出身。幼稚園から高校まで私立白百合学園で過ごし、慶應義塾大学文学部卒業。大学時代はチアリーダー部。1997年、朝日放送に入社。アナウンサーの同期は赤江珠緒（現在はフリーとして活動中）、橋詰優子。入社後はテレビ『ごきげん!ブランニュ』（2005年9月まで）、『上沼恵美子のおしゃべりクッキング』のナレーター、『虎バン』のナビゲーターや、ラジオ『高野直子のほっこりサンデー』等のテレビ番組・ラジオ番組に出演していた。「直ちゃん」の愛称で知られた。
『ごきげん!ブランニュ』でトミーズ雅に公開セクハラされ母と祖母に止めて欲しいと嘆願されたがその後もセクハラは続いていた。
2006年4月より病気療養の為休職していたが、2006年8月21日放送分のラジオ『元気イチバン!!芦沢誠です』内の『ABC朝日ニュース』より復帰した。
雑誌「BUBKA」の2007年6月号は、朝日放送のホームページから取得した顔写真を、まったく別の女性のわいせつな写真と合成した虚偽の記事を掲載した。これに対して同年9月、高野と朝日放送は当時の出版元であるコアマガジン社を名誉毀損と著作権法違反の疑いで大阪府警に刑事告訴した。
同年10月末、人事異動によりアナウンス部を離れ、東京支社東京事業メディア室勤務となった。2008年3月から『評判!なかむら屋』（月・火）のプロデューサーを務める。赤江珠緒、山本モナ、田中花子らが退職し、羽谷直子が別部署へ異動、中浜葉月が別部署所属とアナウンサー業務兼任などの人事配置に伴い、不定期に同局制作のショッピングスペシャル番組のナレーションを担当することがある。
2024年4月30日に、アナウンサー橋詰優子が退職のため、同期入社だった赤江珠緒と共に卒業祝いのプレゼントを送った。

## 出演

### テレビ
- 速報!甲子園への道（1997年 - 2000年、）
- ごきげん!ブランニュ（2003年4月 - 2005年9月）
- サムズアップ人生開運プロジェクト
- ちょこっとスクープ、公造のアナ
- おはようコールABC
- SHOW-NEN J
- GROOVE
- 虎バン（2003年 - 2006年）
- 上沼恵美子のおしゃべりクッキング（ナレーション）
- ABCニュース
- グイット!〜おいしいお正月の過ごし方〜（2008年）
- ご当地グルメツアー！九州うまかもんの旅（2009年）

### ラジオ
- 高野直子のほっこりサンデー（2004年 - 2006年）
- ABC朝日ニュース
- 近鉄バファローズアワー（1998年 - 1999年）